# Zbór husycki w Holešovicach
Zbór husycki w Holešovicach – modernistyczny husycki kościół parafialny przy ul. Farského 3 w Pradze-Holešovicach. Kościół mieści się w budynku, na którego górnych piętrach zbudowano mieszkania, co było sposobem sfinansowania budowy świątyni.